# Peleg
Peleg este fiul lui Eber, fratele lui Ioctan și tatăl lui Reu. El este unul dintre patriarhi biblici care au urmat imediat după potop. În vremea lui s-a împărțit pământul.
1. ↑  The Jewish Time Line Encyclopedia, New Updated Edition[*], p. 10 Verificați valoarea |titlelink= (ajutor)
2. ↑  The Jewish Time Line Encyclopedia, New Updated Edition[*], p. 15 Verificați valoarea |titlelink= (ajutor)
3. ↑  25, Geneza
4. ↑  18, Geneza